# Орден Дурранийской империи
Орден Дурранийской империи — государственная награда Королевства Афганистан.

## История
Орден был учрежден в 1839 году Шуджа-Шах Дуррани по примеру ордена Бани как награда британским офицерам, которые помогали ему вновь обрести королевство Афганистан в ходе первой англо-афганской войны.
Орден получил название по державе, которая в 1747—1823 годах охватывала территорию Афганистана и которой правила династия Дуррани.
Первые награждения состоялись 17 сентября 1839 года во дворе гарема крепости Бала-Хиссар в Кабуле. Заранее было заготовлено лишь небольшое количество знаков ордена, поэтому их не хватило на всех представленных в этот день британских офицеров шаху. Поэтому многие награждённые заказывали знаки самостоятельно в Европе и Индии, отсюда пошло большое количество разновидностей знаков ордена.
Орден имел три класса:
- Знак со звездой на большой чрезплечной ленте
- Знак со звездой на шейной ленте
- Знак на нагрудной ленте

## Описание ордена
Знак ордена представляет из себя золотой восьмиконечный крест, на каждом кончике которого золотой шарик. В центре медальон, покрытый зеленой эмалью, на котором золотыми персидскими буквами написано «Жемчужина вечности». Вокруг медальона кант голубой эмали, украшенный жемчужинами. Крест наложен на два золотых перекрещенных меча остриями вверх.
Звезда ордена 1 класса восьмиконечная серебряная с наложенным знаком ордена. Помимо жемчуга каждый конец креста украшен бриллиантом.
Звезда ордена 2 класса по форме подобна звезде ордена Бани 2 класса — крестовидная, состоящая из пучков штралов, на которую наложен знак ордена.
Лента ордена двухцветная: зелёного и красного цвета.